# Marián Greksa
Marián Greksa (* 11. června 1959, Bratislava, Československo) je slovenský rockový zpěvák, známý hlavně svým působením ve skupinách Modus a Demikát.

## Hudební kariéra
Narodil se v roce 1959, během docházky na základní školu chodil na hodiny klavíru, ale hra na tento hudební nástroj jej nenadchla. V době svých studií na gymnáziu hrával ve studentských kapelách Vákuum, Katastrofa, Nervy (spolu s Matěm Ďurindou a Andrejem Šebanem) a Tonic nejprve krátkou dobu na bicí, poté čtyři roky i na basovou kytaru.
V roce 1981 společně s kytaristou Andrejem Šebanem spoluzaložili hard rockovou skupinu Demikát, se kterou vystupoval dva roky. Při jejich "rozlúčkovém" koncertu tato hudební skupina, která nevydala žádné oficiální album, pouze jeden singl („Puberta Blues“/ „Kráľovstvo krivých zrkadiel“), vyprodala bratislavský Park kultury a oddechu.
V roce 1983 se skupina Demikát rozpadla, on sám pak zakončil studium na Právnické fakultě Univerzity Komenského v Bratislavě a dostal příležitost zpívat se skupinou Modus Janka Lehotského, se kterou nahrál alba Najlepšie dievčatá a Každý niečo hrá. Z Modusu nastoupil na základní vojenskou službu, po které nahrál spolu s Borisem Filanem, Andrejem Šebanem a Pecim Uherčíkem své první sólové album z názvem Demikát. Na tomto albu se nachází jeho známý hit „Amerika, Afrika“ a i skladby, pro které hudbu složil Jožo Ráž („Ako sa hľadá bubeník“), či Ján Baláž („Maškarné pleso“). V době Sametové revoluce v roce 1989 bylo vydáno jeho druhé sólové album, produkované Henry Tóthem, s názvem Amnestia v blázinci.
Počátkem 90. let si vydělával hraním po barech, později pracoval také jako diskžokej v zahraničí
(Rakousko, Německo, Švýcarsko, Kanárské ostrovy).
V roce 1995 bylo vydáno skupině Demikát album Grejtst Hic. V tomto období pak také došlo ke krátkému comebacku této
skupiny, po ukončení její činnosti pak vzniklo hudební seskupení Grexa, ve kterém střídavě hráli: Emil Frátrik (bicí),
Mišo Kovalčík (kytara), Henry Tóth (baskytara), později i David Onvualu, Vadim Bušovský, Boris Brna a Attila Béreš.
Účinkoval v muzikálech Krysař, Hamlet a Kleopatra. Kromě svého účinkování v hudebním divadle hrává také v klubech a na firemních večírcích společně s hudebními seskupeními jako je Grexabat (v roce 2007 jedna z předskupin koncertu Deep Purple), či v akustickém duu Psycho 3P s Mišou Kovalčíkem a violoncellistou, které hraje coververze známých hitů od Boba Marleyho přes The Beatles až po Metallicu.

## Osobní život
Je po druhé ženatý, má dva syny a dceru z druhého manželství. Je sportovně založený, jeho oblíbenou aktivitou je inline bruslení na čunovské hrázi a vodní sporty.

## Diskografie

### Se skupinou Modus
- 1984 Najlepšie dievčatá
- 1985 Každý niečo hrá

### Sólová alba
- 1986 Demikát
- 1990 Amnestia v blázinci
- 1995 Grejtst Hic
- 2003 Grexabat